# Зоопарк Ниредхаза
Зоопаркът на Ниредхаза е на 5 километра от град Ниредхаза, Унгария.
Намира се в курортната зона Шошто, където плаж, етнографски музеен комплекс и природен парк предлагат възможност за почивка на посетителите.
Зоопаркът е разположен в естествената и необезпокоявана околна среда на дъбова гора. На площ от 30 хектара „континенти“ посрещат посетителите, те могат да „обиколят“ Земята и да наблюдават как живеят животните в различни части на света.

## История
Зоопаркът в Ниредхаза отваря врати с името Природен парк Ниредхаза през 1974 г.